# السبسي
السبسي أو السيبسي (بالإنجليزية: Sebsi)‏ (جمع: سباسا) هو عود تقليدي مغربي يستخدم لتدخين القنب الهندي في أخره أنبوب خزفي يسمى «الشقف»، توصل بهذا الأخير ساق نبات قد يصل طولها ل 46 سنتيمترا (18 إنش).
قد يستعمل السبسي لتدخين «الكيف» (ثريخومات نبات الماريجوانا) أو خليط من القنب الهندي والتبغ أو أعشاب أخرى. مقارنة بأدوات تدخين أخرى كـَ«الشيلوم» الهندي والجمايكي فالسبسي يوفر جرعات صغيرة حرارتها غير مرتفعة من القنب الهندي.

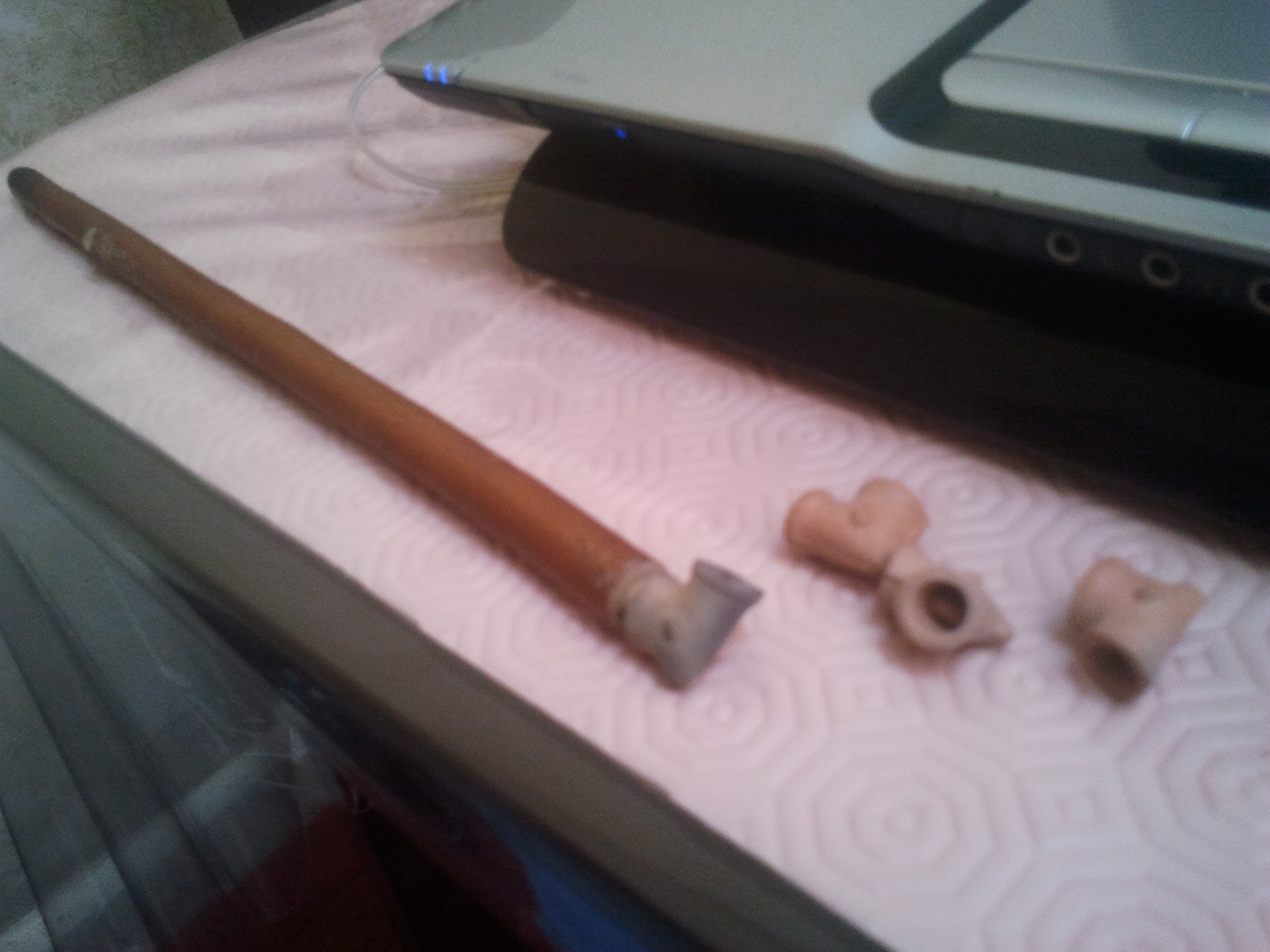
سبسي